# Колесников, Иван Степанович (хирург)
Ива́н Степа́нович Коле́сников (1901—1985) — советский хирург, доктор медицинских наук, профессор, академик АМН СССР, генерал-майор медицинской службы, заслуженный деятель науки РСФСР (1964); Герой Социалистического Труда (1976). Лауреат Ленинской премии и Государственной премии СССР.

## Биография

Могила И. С. Колесникова на Богословском кладбище Санкт-Петербурга.

Родился 2 (15) декабря 1901 года в селе Подосиновка Новохопёрского уезда Воронежской губернии (ныне Новохопёрского района Воронежской области).
В 1920—1921 годах служил в рядах Красной Армии, участвовал в Гражданской войне санитаром военного госпиталя, санитаром в стрелковом полку.
В 1923 году окончил фельдшерскую школу, вступил в ряды РККА. В 1923—1926 годах служил фельдшером сапёрного батальона. В 1926 году направлен на учёбу в Военно-медицинскую академию, окончил её в 1931 году. В 1928 году вступил в ВКП(б). В 1931—1932 гг. служил старшим врачом стрелкового полка. В 1932—1936 гг. — адъюнкт при кафедре госпитальной хирургии Военно-медицинской академии; в 1936 году защитил кандидатскую диссертацию на тему «Переливание консервированной крови». С 1936 году — преподаватель кафедры военно-полевой хирургии академии.
В 1937—1939 годах — военный советник военно-медицинской службы армии Второй Испанской Республики. В 1939 году участвовал в боевых действиях на реке Халхин-Гол против японских войск. В 1939—1940 годах — армейский хирург, консультант-хирург фронта в советско-финляндской войне.
С началом Великой Отечественной войны — армейский хирург в 13-й, 54-й армиях Западного, Волховского и Ленинградского фронтов. С 1942 года — главный хирург Карельского фронта, с 1943 года — главный хирург фронтового эвакогоспиталя № 50 Ленинградского фронта.
С 1944 года — заместитель начальника кафедры общей хирургии, затем — 2-й кафедры факультетской хирургии Военно-медицинской академии имени С. М. Кирова.
В 1949 году, в звании полковника медицинской службы, был арестован и уволен из Советской Армии. В 1953 году освобождён и реабилитирован; восстановлен в Советской Армии с присвоением звания «генерал-майор медицинской службы», назначен начальником кафедры госпитальной хирургии Военно-медицинской академии. В 1971 году избран действительным членом Академии медицинских наук СССР.
Указом Президиума Верховного Совета СССР от 19 ноября 1976 года генерал-майору медицинской службы Колесникову Ивану Степановичу присвоено звание Героя Социалистического Труда с вручением ордена Ленина и золотой медали «Серп и Молот».
В 1976 году вышел в отставку, продолжал работать профессором-консультантом академии.
Умер в Ленинграде 18 мая 1985 года. Похоронен на Богословском кладбище Санкт-Петербурга.

## Научная деятельность
Основные направления научных исследований:
- военно-полевая хирургия
  - опыт, приобретённый в период Великой Отечественной войны, обобщил в докторской диссертаци, защищённой в 1946 г. и опубликованной в виде монографии «Удаление инородных тел из плевральной полости, лёгких и средостения»;
  - в соавторстве с П. А. Куприяновым создал уникальный «Атлас огнестрельных ранений» (1947—1950);
  - участвовал в написании IX и X томов «Опыта советской медицины в Великой Отечественной войне 1941—1945 гг.»;
- комбустиология
  - в ожоговом отделении клиники госпитальной хирургии, созданном в 1951 г., разрабатывал вопросы оперативного лечения глубоких ожогов;
  - был одним из инициаторов создания в академии кафедры термических поражений;
- трансфузиология
  - вопросам переливания крови была посвящена кандидатская диссертация (1936);
  - опыт трансфузий в период гражданской войны в Испании обобщил в работе «Переливание крови в испанской республиканской армии» (1940);
  - одним из первых в СССР разрабатывал проблему аутоинфузии крови и её компонентов в хирургии;
  - многие годы являлся заместителем главного хирурга Министерства обороны СССР по службе крови;
- торакальная хирургия
  - изучал проблемы оперативного лечения туберкулёза и опухолей лёгкого, хронического перикардита, гнойно-деструктивных заболеваний лёгких и плевры;
  - за лучшую научную работу по торакальной хирургии — монографию «Гангрена лёгкого и пиопневмоторакс» (1983) — удостоен премии имени С. И. Спасокукоцкого АМН СССР.

Был членом правления Всесоюзного научного общества хирургов и Всесоюзного научного кардиологического общества, действительным членом Всемирной ассоциации хирургов.
Подготовил 28 докторов и 43 кандидата медицинских наук. Автор около 170 научных работ, в том числе 25 монографий.

### Избранные труды
- Колесников И. С. Резекция лёгких : Показания, техника операций, послеоперацинный уход. — Л.: Медгиз, 1960. — 315 с. — 8000 экз.
- Колесников И. С. Удаление инородных тел из плевральной полости, лёгких и средостения / Под ред. П. А. Куприянова. — М.: изд-во АН СССР, 1949. — 252 с. — 5000 экз.
- Колесников И. С., Вихриев Б. С. Абсцессы лёгких. — Л.: Медицина, 1973. — 263 с. — 5000 экз.
- Колесников И. С., Вихриев Б. С. Оперативное лечение глубоких термических ожогов. — М.: Медгиз, 1962. — 179 с. — 10 000 экз.
- Колесников И. С., Лыткин М. И., Лесницкий Л. С. Гангрена лёгкого и пиопневмоторакс. — Л.: Медицина, 1983. — 223 с. — 11 000 экз.
- Колесников И. С., Лыткин М. И., Плешаков В. Т. Аутотрансфузия крови и её компонентов в хирургии. — Л.: Медицина, 1979. — 216 с. — 15 000 экз.
- Колесников И. С., Путов Н. В., Гребенникова А. Т. Хронические перикардиты и их хирургическое лечение. — М.: Медицина, 1964. — 227 с. — 5000 экз.
- Колесников И. С., Путов Н. В., Соколов С. Н. Экономные резекции лёгких при туберкулёзе. — Л.: Медицина, 1965. — 240 с. — 4000 экз.
- Колесников И. С., Соколов С. Н. Профилактика и лечение эмпием плевры после резекций лёгкого. — Л.: Медгиз, 1960. — 111 с. — (Б-ка практ. врача). — 10 000 экз.
- Колесников И. С., Щерба Б. В., Межевикин Н. И., Шалаев С. А. Оперативные вмешательство при раке лёгкого. — Л.: Медицина, 1975. — 223 с. — 5000 экз.
- Руководство по лёгочной хирургии / Под ред. И. С. Колесникова. — Л.: Медицина, 1969. — 680 с. — 10 000 экз.
- Хирургия лёгких и плевры : Руководство для врачей / Под ред. И. С. Колесникова, М. И. Лыткина. — Л.: Медицина, 1988. — 382 с. — 20 000 экз. — ISBN 5-225-01655-3.

## Награды
- медаль «Серп и Молот» Героя Социалистического труда (19.11.1976)
- два ордена Ленина
- орден Октябрьской Революции
- три ордена Красного Знамени
- два ордена Отечественной войны 1-й степени (6.12.1943, 11.03.1985)
- орден Отечественной войны 2-й степени
- три ордена Красной Звезды (1938, 1940, …)
- орден «За службу Родине в Вооружённых Силах СССР» 3-й степени
- медали
- Ленинская премия (1961) — за заслуги в развитии хирургической пульмонологии
- Государственная премия СССР (1985)
- заслуженный деятель науки РСФСР (1964)
- Премия имени Спасокукоцкого АМН СССР — за лучшую научную работу по торакальной хирургии (монографию «Гангрена лёгкого и пиопневмоторакс»)
- ордена и медали иностранных государств.

## Память
- На здании клиники госпитальной хирургии Военно-медицинской академии (Боткинская ул., д. 23) установлена мемориальная доска.